# ヘータ
Ͱ, ͱ（ヘータ、希:ͱῆτα/ἧτα, 英:heta）は、現在使用されていない古代ギリシア文字の字母の1つ。音価としては/h/を表した字母であった。
ヘータという名称は本来はΗ（エータ）の古名であり、Unicodeなどで便宜的に使われている。

## 歴史
古代ギリシア語には気音の/h/があり、Η（古くは）の文字で表記されていた。この文字はしばしば省略されたが、音としては西暦紀元のはじめごろまでは存在していたらしい。
しかし、ギリシア語イオニア方言には/h/の音が存在せず、イオニアのミレトス式アルファベットではΗの文字は長母音/eː/（古くは/æː/）を表すために流用された。紀元前5世紀から紀元前4世紀前半にかけて、このミレトス式アルファベットがギリシア語世界全体に標準として普及した結果、/h/は原則として表記されなくなったが、マグナ・グラエキア地方ではその後もΗの左半分を取った「Ͱ」によって気音の/h/を表記した。
その後、アレクサンドリアの文法学者は、母音の上にダイアクリティカルマークとして「Ͱ」を置くことで気音を、逆にΗの右半分を取った字（┤）によって気音が存在しないことを表した。これらの記号は後に気息記号「  ̔ 」（有気記号）および「  ̓ 」（無気記号）に変化した。
/h/は、4世紀までに音として存在しなくなったようである。現代ギリシャ語でも/h/の音素が存在しないため、気息記号は古典語を反映したカサレヴサでは表記されるものの、口語を元にしたディモティキでは使用されていない。（古川晴風　『ギリシャ語四週間』　大学書林、1958年、ISBN 978-4475010177より）。
なお、よく似た形の文字がクラウディウス文字にも存在する（Ⱶ U+2C75、ⱶ U+2C76）が、偶然の一致である。

## 符号位置
| 大文字 | Unicode | JIS X 0213 | 文字参照       | 小文字 | Unicode | JIS X 0213 | 文字参照       | 備考 |
| ------ | ------- | ---------- | -------------- | ------ | ------- | ---------- | -------------- | ---- |
| Ͱ      | U+0370  | -          | &#x370; &#880; | ͱ      | U+0371  | -          | &#x371; &#881; |      |